# Stanisław Łukaszewicz (1923–1987)
Stanisław Łukaszewicz (ur. 4 kwietnia 1923 w Wilnie, zm. 24 września 1987 w Warszawie) – polski inżynier mechanik, konstruktor samochodowy.
Stanisław Łukaszewicz niemal całe życie zawodowe zatrudniony był jako konstruktor w Fabryce Samochodów Osobowych (FSO) w Warszawie. W oparciu o stylizację Stanisława Panczakiewicza skonstruował nadwozie Syreny, jedynego samochodu osobowego polskiej konstrukcji produkowanego seryjnie w kraju po II wojnie światowej. Był pomysłodawcą i konstruktorem wielu modyfikacji usprawniających konstrukcje licencyjne produkowane w FSO.

## Życiorys

### Młodość
Jeszcze przed zakończeniem wojny ukończył w Wilnie szkołę techniczną. Studiował konstrukcje lotnicze, a potem konstrukcję samochodów na Wydziale Mechanicznym Politechniki Warszawskiej. Zmiana kierunku studiów po czterech latach została wymuszona przez władze uczelni. W ówczesnych realiach politycznych specjalności związane z obronnością kraju były zamknięte dla repatriantów z Kresów Wschodnich, wobec których komunistyczny reżim wykazywał się nieufnością.
W 1950 roku trafił do Biura Konstrukcyjnego Przemysłu Motoryzacyjnego (BKPMot) w Warszawie. Po dwóch latach przeszedł do Biura Konstrukcyjno-Doświadczalnego (BKD) Fabryki Samochodów Osobowych, przekształconego później w Dział Głównego Konstruktora (DGK) FSO.

### FSO
Pod koniec 1953 roku wraz z grupą inżynierów z BKD został delegowany do Gorkowskiej Fabryki Samochodów na szkolenie związane z uruchomieniem produkcji licencyjnej samochodu Warszawa M-20.

#### Syrena

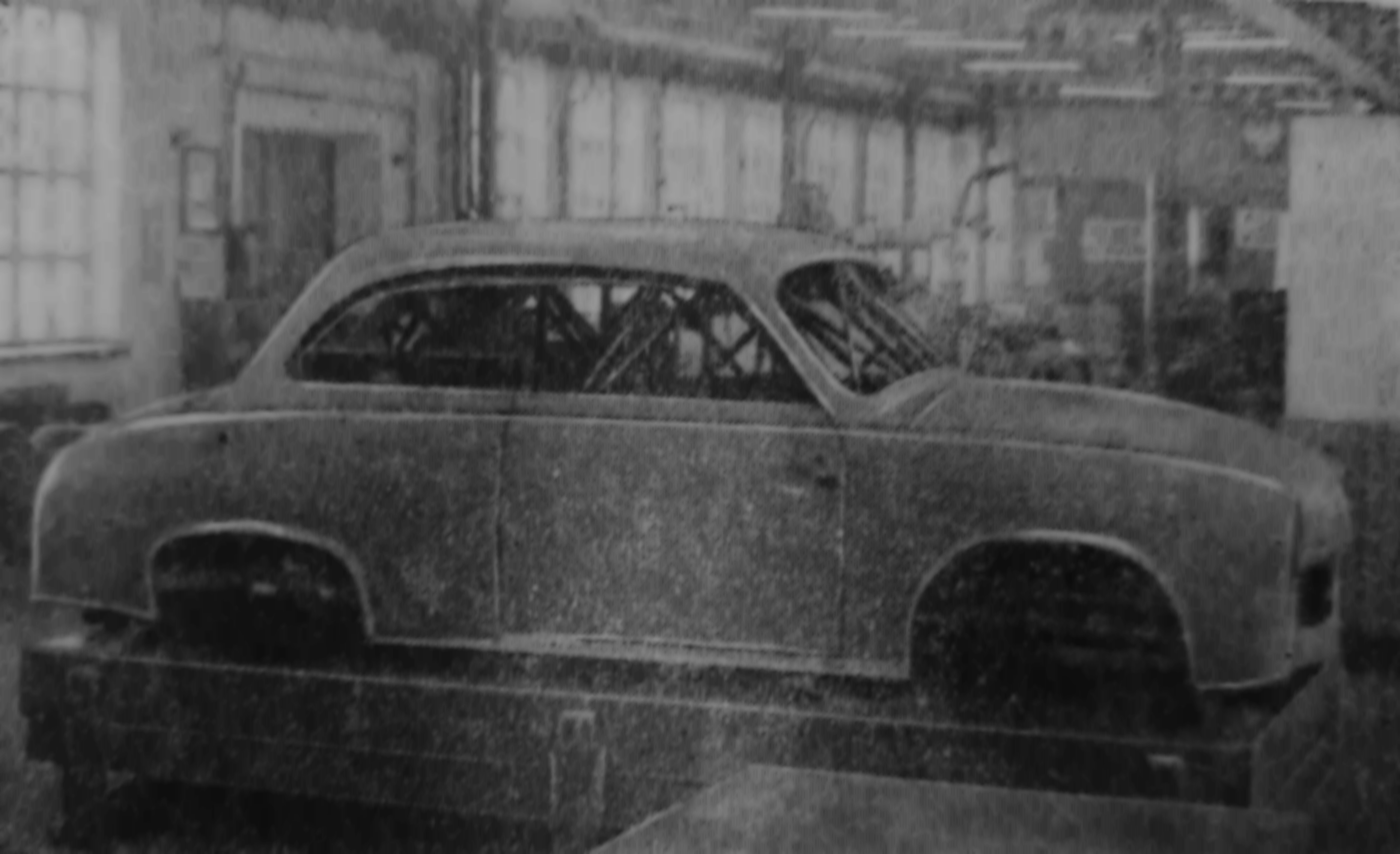
Mastermodel samochodu FSO Syrena

Po powrocie z Gorki Łukaszewicz wszedł w skład powołanego przez szefa DGK inż. Karola Pionniera zespołu, który miał opracować założenia i konstrukcję mniejszego i szerzej dostępnego samochodu popularnego. Z powodu oszczędności oraz ze względu na uwarunkowania gospodarczo-polityczne, z których wynikała możliwość wdrożenia produkcji przyszłej Syreny jedynie jako tzw. produkcji ubocznej, zespół planował intensywne wykorzystanie szeregu elementów i oprzyrządowania produkcyjnego Warszawy. Na wczesnym etapie przedsięwzięcia zbudowano dwa konkurujące ze sobą przedprototypy o różnych stylizacjach i konstrukcjach nadwozi. Wynikało to z konfliktu wewnątrz zespołu pomiędzy projektantem nadwozia Stanisławem Panczakiewiczem, mającym bogate, jeszcze przedwojenne, doświadczenie w konstrukcjach metalowo-drewnianych, i Łukaszewiczem, świetnie zorientowanym w konstrukcji nadwozia samochodu Warszawa, postulującym nadwozie całkowicie metalowe. Tzw. Syrena II przygotowana w 1954 roku przez Łukaszewicza wykorzystywała elementy nadwozia Warszawy i była opracowana technologicznie z myślą o produkcji wielkoseryjnej. Konkurujące auto Panczakiewicza miało nadwozie oparte na szkielecie drewnianym, pokryte panelami pilśniowymi i wykorzystywało mniej podzespołów z Warszawy. Pionnier pogodził inżynierów dwóch pokoleń wybierając bardziej estetyczną stylizację Panczakiewicza i zlecając Łukaszewiczowi opracowanie jej konstrukcji w nowocześniejszej technologii. Razem z inż. Władysławem Kolasą Łukaszewicz opracował też mastermodele nadwozia przyszłej Syreny, po raz pierwszy w polskim przemyśle motoryzacyjnym.

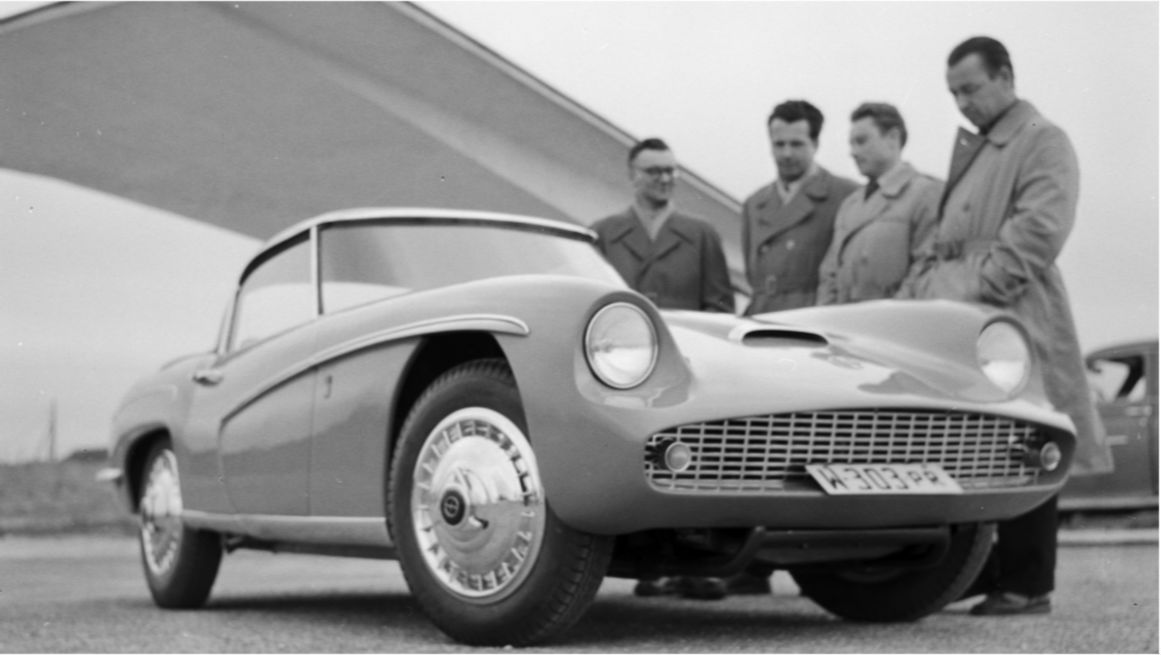
Syrena Sport i jej twórcy na torze doświadczalnym FSO. Od lewej: konstruktor Stanisław Łukaszewicz, twórca silnika Władysław Skoczyński, projektant Cezary Nawrot, kierowca doświadczalny Ryszard Brenek.

Po rozpoczęciu produkcji seryjnej Syreny Łukaszewicz brał udział w programie badawczo-rozwojowym mającym doprowadzić do produkcji docelowego samochodu popularnego, który miał zastąpić Syrenę. Opracował m.in. konstrukcję Syreny Sport według projektu inż. Cezarego Nawrota, w której badano podwozie płytoramowe dla przyszłego auta i technologię nadwozia z laminatu szklano-epoksydowego.
Skonstruował w 1961 roku nadwozie kombi, rozwinięcie podstawowego modelu Syreny. W tym samym roku powstał głęboko zmodyfikowany prototyp oznaczony jako model 104. W tej konstrukcji Łukaszewicz przeniósł zawiasy drzwi na przednią krawędź. Przez cały okres produkcji Syreny w FSO był autorem niezliczonej ilości drobnych modyfikacji i usprawnień auta pojawiających się w kolejnych modelach.

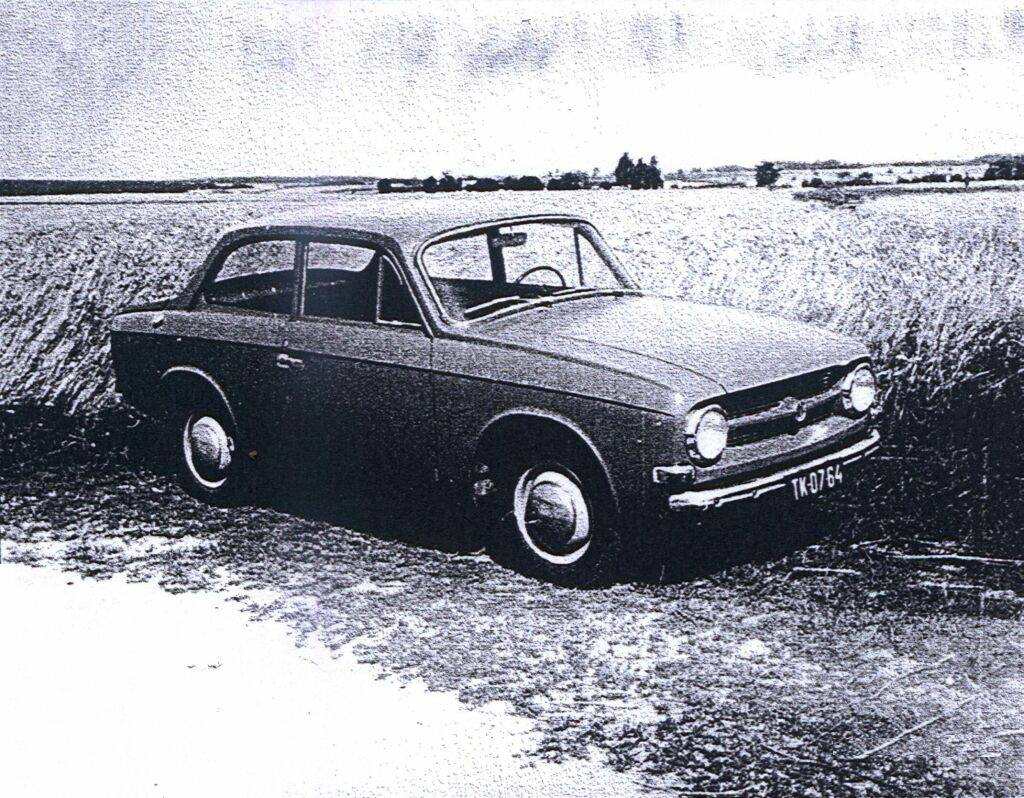
Prototyp samochodu Syrena L nr 002 testowany przez inż. Łukaszewicza

W 1966 roku powodu planów zaprzestania produkcji Syreny i nieopłacalności utrzymywania parku pras do produkcji blaszanych paneli nadwozia powstało nadwozie Syrena L wykonane z laminatu szklano-epoksydowego (stąd inna nazwa Syrena Laminat, pod którą samochód jest najlepiej znany). Konstrukcja miała zapewnić spełnienie wymogu prawnego dostępności części zamiennych przez 7 lat po zaprzestaniu produkcji samochodu (nadwozia samochodów o konstrukcji ramowej podwozia były przez ówczesne prawo traktowane jako części zamienne). Łukaszewicz zaprojektował i razem z Władysławem Kolasą skonstruował Syrenę L wraz z całym oprzyrządowaniem do bardziej opłacalnej w takim przypadku produkcji małoseryjnej nadwozia. Cała koncepcja była przedmiotem ich wspólnego wniosku racjonalizatorskiego. Konstrukcja miała być wykonywana poza FSO. Nadwozie można było połączyć ze wszystkimi wersjami podwozia dotychczas produkowanych Syren i uzbroić w oszklenie, fotele oraz większość wyposażenia sprzed wymiany. Od 1969 roku osobiście testował jeden z czterech powstałych w FSO prototypów, który po trzyletnim programie prób odkupił od fabryki. W 1971 roku Łukaszewicz skonstruował dwie wersje hatchbacka na bazie Syreny projektu Zbigniewa Wattsona. Był również konstruktorem prototypów wywodzących się z Syreny pojazdów użytkowych dla rolnictwa (furgon i dwie wersje pick-up z 1968 roku). Żadna z opisanych powyżej konstrukcji nie doczekała się produkcji seryjnej.

#### Modyfikacje samochodów licencyjnych

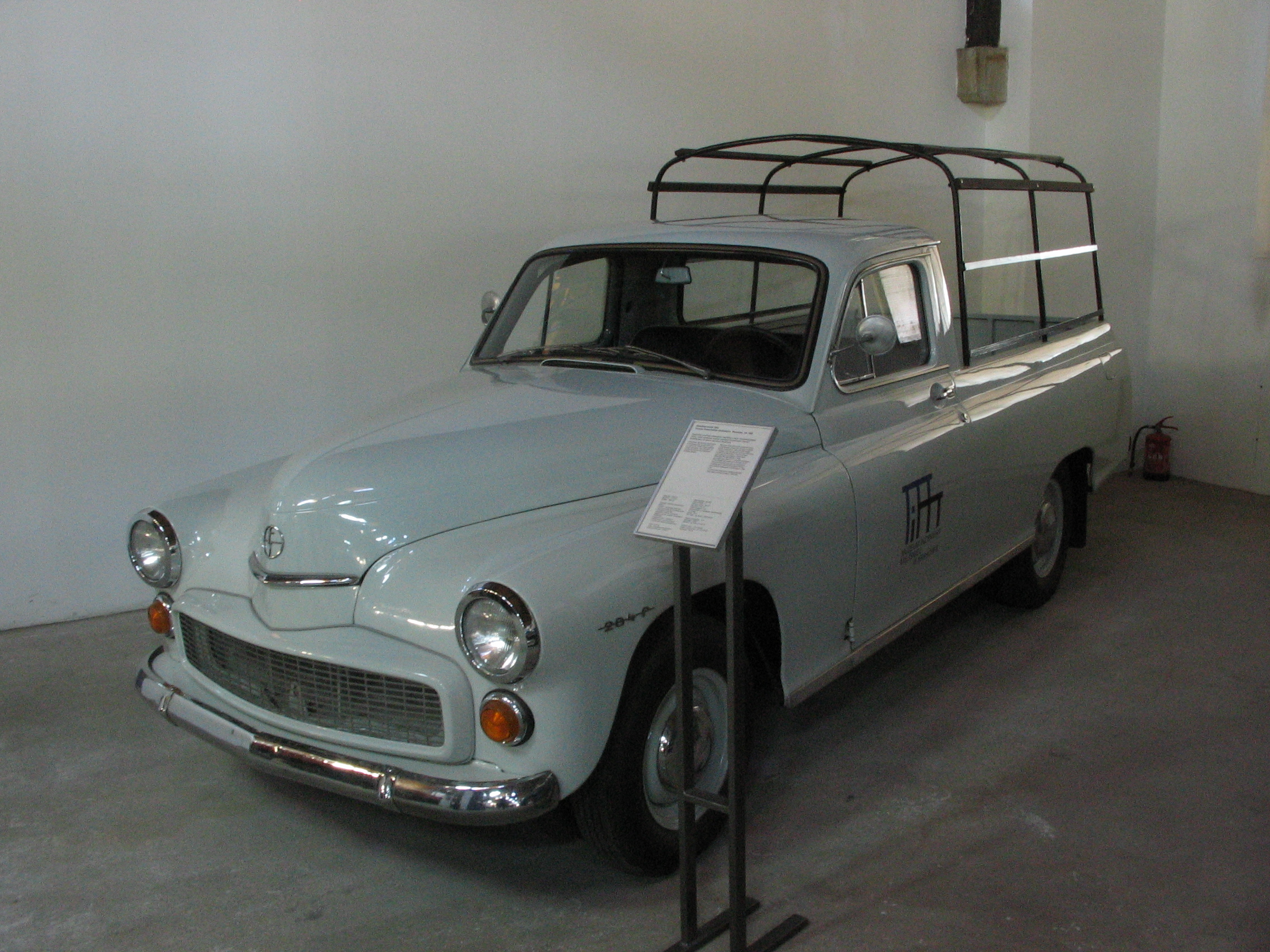
FSO Warszawa pickup

Po rozpoczęciu produkcji Warszawy Stanisław Łukaszewicz brał udział w konstruowaniu jej wersji użytkowych: pick-upa i opartego na nim furgonu z pojedynczymi drzwiami bocznymi tylnymi i dzieloną w poziomie tylną klapą. Razem z Cezarym Nawrotem stworzył oparty na Warszawie 201 przeszklony furgon wyposażany m.in. jako ambulans, jak również cieszący się popularnością na rynkach eksportowych. Konstrukcja ta zwana była furgonem tureckim ze względu na kraj w którym bardzo chętnie użytkowano ją jako taksówkę.
Konstrukcja Fiata 125p również była podstawą wielu modyfikacji i wersji autorstwa Stanisława Łukaszewicza. W 1977 roku zbudował na bazie pick-upa prototyp PF 125p camping. Na przestrzeni ładunkowej osadzona była kabina mieszkalna, którą w każdej chwili można było zdemontować i używać auto jak normalnego pick-upa. Brał też udział w konstrukcji przedłużonych sześciodrzwiowych odkrytych i zamkniętych tzw. „jamników” (wyprodukowano kilkadziesiąt sztuk, głównie dla biur podróży), był autorem wersji targa prototypowego nadwozia otwartego. Jedyną produkowaną seryjnie modyfikacją konstrukcji Polskiego Fiata autorstwa Łukaszewicza było zaproponowane i skonstruowane przez niego przedłużenie skrzyni ładunkowej pick-upa.

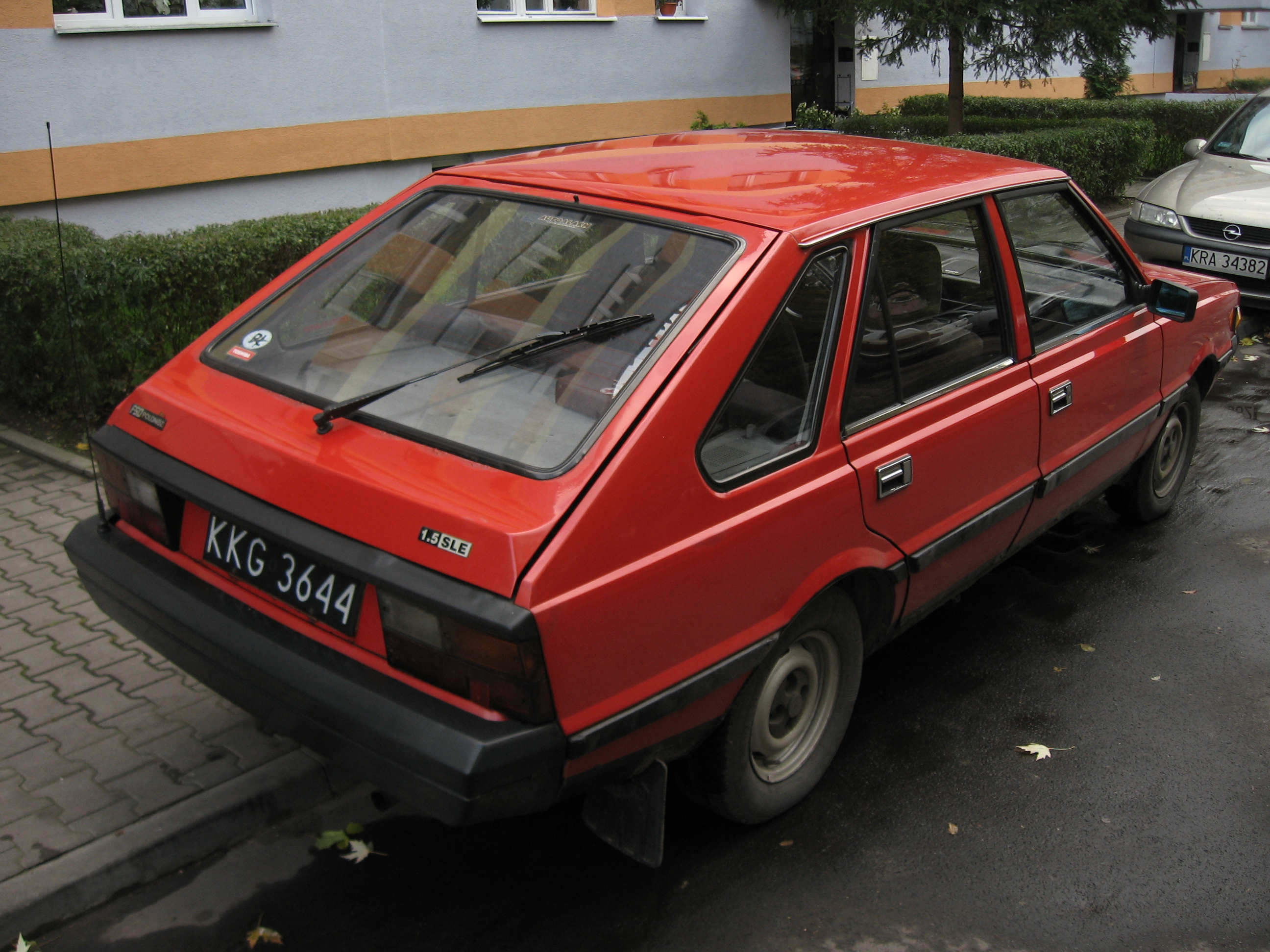
Okienko w słupku „C” – modyfikacja wprowadzona przez Łukaszewicza w samochodzie FSO Polonez

Najbardziej rozpoznawalnym śladem, który Stanisław Łukaszewicz pozostawił w konstrukcji nadwozia Poloneza jest okienko w tylnym słupku występujące od wersji MR'87. Zmiana ta pojawiła się po raz pierwszy w prototypie z 1982 roku jako okienko uchylne. W seryjnej produkcji pozostało ze względów oszczędnościowych jako stałe. Poza tym Łukaszewicz w 1979 roku opracował konstrukcję Poloneza Long analogiczną do „jamnika” na bazie PF 125p. Jego autorstwa są też dwie pierwsze przymiarki do towarowej wersji Poloneza: pick-up będący połączeniem przedniej części kabiny pięciodrzwiowego Poloneza i skrzyni ładunkowej z PF 125p i pojazd trzyosiowy.

#### Kariera w FSO
Od 1955 roku Łukaszewicz był kierownikiem Biura Konstrukcji Nadwozi DGK, a po przekształceniu DGK w Ośrodek Badawczo-Rozwojowy Samochodów Osobowych (OBR SO) w roku 1968 – analogicznej komórki organizacyjnej. W latach 1974–1985 kierował całym Zakładem Doświadczalnym OBR SO.

### Życie prywatne
W młodości uprawiał sporty lotnicze, jednak tę pasję przerwało zdiagnozowanie wady wzroku. Był też zapalonym motorowodniakiem, członkiem sekcji motorowodnej zakładowego klubu sportowego Stal FSO, dla którego konstruował również sportowe łodzie motorowe. Żonaty, miał dzieci.

## Znaczenie
Łukaszewicz wraz z inżynierami Władysławem Kolasą i Cezarym Nawrotem był pionierem zastosowania tworzyw sztucznych do budowy nadwozi samochodowych i mastermodeli w polskim przemyśle motoryzacyjnym.

## Pozostałe ważne konstrukcje
Zrealizowane całościowe projekty, nie będące zasadniczymi przedsięwzięciami realizowanymi przez FSO, Łukaszewicz oznaczał pierwszymi trzema literami swojego nazwiska i kolejną cyfrą arabską:
- Łuk 1 – jednoosobowy mikrosamochód Zaperdalač,
- Łuk 2 – Syrena L (skonstruowana w FSO, ale według założeń miała być produkowana przez kooperantów fabryki),
- Łuk 3 – sportowa łódź motorowa klasy SC,
- Łuk 4 – lotnia do holowania przez łodzie motorowe,
- Łuk 5 – sportowa łódź motorowa o wydłużonym kadłubie i dnie z redanem klasy SB (250 cm³),
- Łuk 6 – sportowa łódź motorowa o konstrukcji skorupowej klasy SA (250 cm³),
- Łuk 7 – sportowa łódź motorowa z dnem w kształcie narty.

Konstruował również pędniki do budowanych łodzi, zarówno śruby napędowe (również z tworzyw sztucznych), jak i pędniki strumieniowe. Poza tym w latach 80. XX wieku na potrzeby rodzinnej rekreacji zbudował dużą łódź motorową Pan Stanisław.

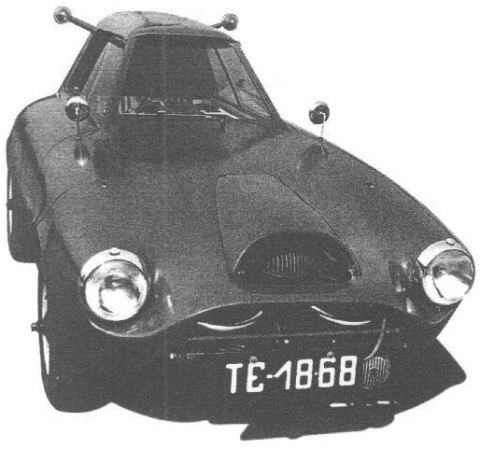
Mikrosamochód Zaperdalač

Zaperdalač był pojazdem zbudowanym przez Stanisława Łukaszewicza w 1966 roku z prozaicznej potrzeby posiadania środka transportu do pracy w FSO z Grodziska Mazowieckiego, gdzie wtedy mieszkał. Nieformalna nazwa mikrosamochodu wywodzona była przez konstruktora od czeskiego pochodzenia dawcy bloku napędowego, Jawy 250, innym razem Łukaszewicz stwierdzał, że to nazwa zająca w języku czeskim. Z powodu dwuznacznych konotacji z czasem konstruktor zaczął określać pojazd jako Dojeżdzacz. Jednoosobowe nadwozie z laminatu epoksydowo-szklanego, z pojedynczymi drzwiami zawieszonymi na przednim słupku i zachodzącymi na dach, oparte było na rurowej ramie. Napęd z koła zdawczego skrzyni biegów przenoszony był na koła przednie za pośrednictwem łańcucha współpracującego z mechanizmem różnicowym z Junaka B-20. Wszystkie cztery koła i ogumienie pochodziły z Mikrusa. Zawieszenie przednie i tylne składało się z par wahaczy o nierównych długościach. Elementy sprężyste i amortyzację stanowiły tylne teleskopy z Jawy z przodu i – Osy z tyłu. Układ kierowniczy został zaadaptowany z mikrosamochodu Messerschmitt KR200.